# ووركرافت (سلسلة)
ووركرافت هو اسم سلسلة ألعاب فيديو تنتجها بليزارد إنترتينمنت منذ عام 1994. تضمّ السلسلة أربعة ألعاب فيديو (دون اعتبار الامتدادات)، ثلاث من فئة الألعاب الإستراتيجية في الوقت الحقيقي والرابعة من فئة ألعاب تقمّص الأدوار كثيفة اللاعبين على الإنترنت. إضافة إلى ألعاب الفيديو تمّ إستغلال عالم ووركرافت في العديد من الميادين كألعاب تقمّص الأدوار على الألواح، والألعاب الورقيّة، وقصص أدبيّة ومصوّرة. كما يتمّ الإعداد لفلم سينمائي عن عالم ووركرافت من إخراج سام رايمي.
تُعّد قصّة ووركرافت من نوع الفنتازيا ذات طابع القرون الوسطى، وتدور أساسا على كوكب «أزروث» (Azeroth). تروي القصّة أحداث الحروب العديدة التي تدور رحاها في عالم ووركرافت. معظم هذه الحروب تجمع بين حلفين متعاديان. يسمّى الأوّل «التحالف»(alliance) ويرأسه البشر (Human)، ويدعى الثاني «الحشد» (Horde) ويرأسه الأوارك (Orcs) الآتون من الكوكب المتدمّر «درانور» (Draenor).

## ألعاب الفيديو
- وركرافت: أوارك و بشر (Warcraft: Orcs & Humans) لعبة إستراتيجية في الوقت الحقيقي صدرت عام 1994. أسّست لعالم ووركرافت الخيالي.
- وركرافت 2: أمداد الظلمات (Warcraft II: Tides of Darkness) لعبة إستراتيجية في الوقت الحقيقي صدرت عام 1995. صدر لها امتداد خلف باب الظلمات (Beyond the Dark Portal) عام 1996.
- وركرافت 3: سيادة الفوضى (Warcraft III: Reign of Chaos) لعبة إستراتيجية في الوقت الحقيقي صدرت عام 2002. صدر لها امتداد العرش المتجمّد (The Frozen Throne) عام 2003.
- ورلد أوف ووركرافت (World of Warcraft) لعبة تقمّص الأدوار كثيفة اللاعبين على الإنترنت صدرت عام 2004. لها حتّى الآن 3 امتدادات.ويوجد هناك اصدارين جديدين هما (world of warcraft cataclysm) و (world of warcraft legion)

## روابط خارجية
- ووركرافت على موقع الموسوعة البريطانية (الإنجليزية)
- ووركرافت على موقع ميوزك برينز (الإنجليزية)